# MFA Munkacs Mukacheve
El MFA Munkacs Mukacheve (en ucraniano: ФК «Мункач» Мукачеве) es un equipo de fútbol de Ucrania que juega en el Campeonato de Zakarpatia.

## Historia
Fue fundado en el año 1945 en la ciudad de Mukacheve del Óblast de Zakarpatia con el nombre Bilshovyk como el equipo representante de la cervecería local. En 1948 se fusionan con los equipos locales Spartak (equipo de fábrica local de tabaco) y Dynamo (equipo de los abogados y guardacostas) para formar al Bilshovyk Mukacheve para participar en la liga de Ucrania, de la cual sale campeón y avanza a las finales nacionales donde pierde sus tres partidos.
Un año después el club gana en la Primera Liga Soviética, la segunda división de la Unión Soviética donde termina en quinto lugar, mismo año en el que abandona los torneos nacionales y desaparece. En 1962 el club es refundado como Karpaty Mukacheve, retornando a la Liga Soviética de Ucrania en 1968 y un año después logra llegar a la fase final donde termina en cuarto lugar; abandonando los torneos nacionales en 1970.
El club regresaría a los torneos nacionales en 1991, y tras la disolución de la Unión Soviética y la independencia de Ucrania se convierte en uno de los equipos fundadores de la Primera Liga de Ucrania, la segunda división nacional, liga en la que juega por seis temporadas consecutivas hasta que abandona la liga en 1997 y desaparece un año después.
El club es refundado nuevamente con el nombre MFA Munkacs Mukacheve en 2005 inicialmente como un equipo juvenil hasta que en 2014 abren la categoría sénior y participan en los torneos regionales.

## Palmarés

### Era Soviética
- Soviet First League (1): 1948
- Football Championship of the Ukrainian SSR (1): 1947 (Bilshovyk)
- Ukrainian republican championship among KFK (1): 1977[3] (Pryladyst)
- Zakarpattia Oblast Championship (2): 1962,[3] 1988[3]
- Zakarpattia Oblast Cup (2): 1963,[3] 1964,[3] 1966[3]